# Sandro Merli
Sandro Merli (* 4. Februar 1931 in Rom; † 27. Februar 2001 ebenda) war ein italienischer Schauspieler.

## Leben
Merli sammelte reichlich professionelle Erfahrung als Darsteller, Sprecher und Regisseur beim Revuetheater, mit Tourneestücken, beim Radio und mit Synchronarbeiten. Seit 1959 arbeitete er auch intensiv beim Fernsehen, wo er in wichtigen Produktionen wie Ottocento (von Anton Giulio Majano, 1959), La Pisana (Giacomo Vaccari, 1960), I giacobini (Edmo Fenoglio, 1962), Sangue sui Campi Elisi (Alberto Bonucci, 1962), Un errore giudiziario (Gian Paolo Callegari, 1963) und Il passo più longo (Italo Alfaro, 1964) sowie Kriminalserien wie Le avventure di Laura Stern und Nero Wolfe ab Mitte der 1960er Jahre auftrat. Der große, massige Darsteller war auch in einigen Filmen, vor allem zwischen 1966 und 1970, zu sehen. Mit Gigi Proietti gründete Merli das Laboratorio, eine experimentelle Schauspielbühne. Merlis Theaterkarriere begann 1953 und hielt vierzig Jahre an.

## Filmografie (Auswahl)
- 1959: Esterina
- 1962: Ein sonderbarer Heiliger (The Reluctant Saint)
- 1966: Eine Frage der Ehre (Una questione d'onore)
- 1966: Geh ins Bett, nicht in den Krieg (Non faccio la guerra, faccio l’amore)
- 1970: Die Clowns (I clowns)
- 1973: Hilfe, ich bin Spitz…e! (Rugantino)
- 1984: Don Chisciotte